# پروفایل یوام‌ال
یک پروفایل یا رُخ‌نما (به انگلیسی: profile) در زبان مدلسازی یکپارچه (یو ام‌ال)،یک مکانیزم گسترش عمومی به منظور سفارشی‌سازی مدل‌های یو ام‌ال برای زمینه‌ها و پلتفرم های خاص فراهم می‌کند. مکانیزم‌های گسترش،اجازه می‌دهند معانی استاندارد به گونه‌ی صرفاً افزودنی اصلاح شوند و از تناقض آنها با معانی استاندارد ممانعت می‌کنند.
پروفایل‌ها با استفاده از کلیشه‌ها، تعاریف برچسب، و قیدها که به المان‌های مدل خاص، مانند کلاس‌ها، ویژگی‌ها، عملیات و فعالیت‌ها اعمال می‌شوند، تعریف خواهند شد. یک پروفایل مجموعه‌ای از این‌گونه گسترش‌هاست که مجموعاً یو ام‌ال را برای زمینه‌ی خاصی (مانند هوا فضا، مراقبت‌های بهداشتی، مالی) یا برای پلتفرم خاصی سفارشی‌سازی می‌کنند.

## مثال‌ها
پروفایل یو ام‌ال برای ایکس ام‌ال، تعریف شده توسط دیوید کارلسون در کتاب “مدل‌سازی برنامه‌های ایکس ام‌ال با استفاده از یو ام‌ال” که مجموعه‌ای از گسترش‌ها به المان‌های مدل پایه‌ی یو ام‌ال، که به منظور مدل‌سازی دقیق طرح‌های ایکس اس دی ایجاد شده‌اند را توضیح می‌دهد.
```
SysML  یک پروفایل یو ام‌ال استاندارد شده‌ی 
گروه مدیریتی شیء
 (OMG) است که برای برنامه‌های 
مهندسی سامانه‌ها
 استفاده می‌شود.
MARTE  یک استاندارد OMG برای مدل‌سازی برنامه‌های تعبیه‌شده و بلادرنگ توسط UML2 است.
```

یو ام‌ال پروفایل برای روابط   بر پایه‌ی RM-ODP خصوصیات دقیقی از معانی مفاهیم UML که برای مشخص کردن روابط عمومی (نه لزوماً باینری) مانند ترکیب و زیرتایپ استفاده می‌شود فراهم می‌کند.